# Fernando Vega López
Fernando Humberto Vega López (Vallenar, 17 de julio de 1972) es un periodista y escritor chileno. Coautor junto a Claudia Farfán del libro "La Familia, historia privada de los Pinochet", obra da cuenta del auge y la caída del núcleo familiar conformado por el general Augusto Pinochet y Lucía Hiriart.

## Biografía
Nació el 17 de julio de 1972 en la ciudad de Vallenar, capital de la Provincia de Huasco en la Región de Atacama. Hijo de Fernando Vega Rivera y de Venturina López Espejo. Estudió periodismo en la Universidad Católica del Norte en la ciudad de Antofagasta.

## Carrera profesional
Titulado como periodista y licenciado en Comunicación Social de la Universidad Católica del Norte, su carrera ha estado marcada por su especialización en el sector de economía y finanzas. Su desarrollo profesional comenzó en 1995 en el diario La Segunda, pasando en 1998 a ser sub-editor de la sección Finanzas del Diario Financiero. Luego de casi cinco años pasó al grupo Copesa donde fue periodista en La Tercera y editor de negocios de Revista Qué Pasa hasta el año 2009 en que emprende un viaje por seis meses a China. Retornando a Chile vuelve a Qué Pasa como subeditor general hasta diciembre de 2010 cuando comienza a desempeñarse en la Revista Capital, ligada al Grupo Claro. Luego trabajó como editor de negocios de La Tercera para formar parte, más tarde, del equipo de periodistas de Ciper. A fines de 2018 vuelve a la revista Capital, sumando luego la edición de reportajes de Diario Financiero. Tras un breve paso por el diario electrónico Ex-Ante volvió a La Tercera en 2023.
En el ámbito académico ha sido profesor de actualidad nacional, periodismo económico y relator en jornadas de capacitación de las universidades Finis Terrae y Diego Portales.
Ha sido jurado del Premio Etecom Latam 2014,

## Premios
- Premio Innovación 2012 Clarke, Modet & C° Chile en la categoría prensa escrita[8]
- Premio al Periodismo Económico y Financiero 2015 convocado por La Asociación de Administradoras de Fondos Mutuos de Chile A.G[9]